# E’Last
E’Last (kor. 엘라스트; zapis stylizowany: E'LAST) − ośmioosobowy boysband z Korei Południowej, założony przez E Entertainment. Zadebiutowali 9 czerwca 2020 roku wydając minialbum Day Dream.

## Historia
Przed debiutem E’Last, Won Hyuk i Wonjun byli uczestnikami programu Produce X 101, w którym Won Hyuk zajął 33. miejsce, a Wonjun 47.
Grupa zadebiutowała 9 czerwca 2020 roku wydając minialbum Day Dream. Minialbum promował singel „Swear” (kor. 기사의 맹세).
11 listopada 2020 roku powrócili z drugim minialbumem Awake, który promował singel „Tears of Chaos” (kor. 눈물자국).
W 2021 roku wytwórnia ogłosiła, że powstanie pierwsza podgrupa zespołu − E’Last U, w której skład będą wchodzić Choi In, Seungyeop, Romin i Wonjun. Nowa podgrupa zadebiutowała 19 maja 2021 roku cyfrowym singlem Remember.
29 września tego samego roku wydali pierwszy single album zatytułowanym Dark Dream.
27 kwietnia 2022 wydali trzeci minialbum Roar z głównym singlem „Creature”.

## Członkowie
- Choi In
- Rano
- Seungyeop
- Baekgyeul
- Romin
- Won Hyuk
- Wonjun
- Yejun

## Dyskografia

### Minialbumy
- Day Dream (2020)
- Awake (2020)
- Roar (2022)

### Album
- Dark Dream (2021)

### Single
- „Swear” (kor. 기사의 맹세) (2020)
- „Tears of Chaos” (kor. 눈물자국) (2020)
- „Dark Dream” (kor. 악연) (2021)
- „Creature” (2022)